# Katarzyna Weiglowa
Katarzyna Weiglowa, född 1460, död 19 april 1539, var en polsk judisk martyr. Hon var en borgare från Kraków som brändes på bål för apostasi av de kyrkliga myndigheterna sedan hon hade konverterat från katolicismen till judendomen. Hon kom att betraktas som en martyr inom judendomen och unitarismen.